# Jättepanda
Jättepanda (Ailuropoda melanoleuca), panda, pandabjörn, eller bambubjörn är den enda arten i släktet Ailuropoda som i sin tur tillhör familjen björnar. Tidigare har pandan kategoriserats som halvbjörn, men molekylärgenetiska studier visar att den är en björn. Pandan har svartvit tät päls och väger som vuxen mellan 70 och 150 kg. Nyfödd väger den bara 100 till 160 gram och har ingen päls. Till skillnad från andra björnar är jättepandan en utpräglad växtätare, som främst äter bambu. I dag förekommer den vilt i de kinesiska provinserna Sichuan, Gansu och Shanxi, men tidigare återfanns björnen även i andra delar av östra Asien.
Jättepandan är känd som symbol för Världsnaturfonden WWF och var en av fem maskotar för de olympiska sommarspelen 2008 i Peking. Gåvor i form av pandabjörnar till zoologiska trädgårdar har förr i tiden använts som ett sätt för Kina att förbättra sina relationer med stater i Västvärlden. På 2000-talet sker inga gåvor av jättepandor, alla pandor tillhör Kina och utlånas enligt tidsbestämda kontrakt. Ett av de viktigaste syftena har varit att rädda jättepandabeståndet från utrotning. I ett omfattande program deltar zoologiska trädgårdar från Europa, Asien och Nordamerika med det uttalade målet att öka jättepandapopulationen i det vilda. Man har hitintills lyckats väl i detta samarbete, vilket resulterat i att det idag existerar över 2000 exemplar i världen. Jättepandan är därför inte längre klassad av WWF som utrotningshotad. Den är dock fortfarande skyddsvärd och det globala programmet kommer att behövas i överskådlig tid framöver på grund av jättepandornas kraftigt begränsade tillgång på geografiska områden som erbjuder de livsbetingelser som är nödvändig för pandabeståndet.

## Utseende och anatomi
Pandan blir mellan 1,5 och 1,7 meter lång och väger som fullvuxen mellan 70 och 150 kilogram. Mankhöjden ligger vid 75 centimeter och hanen blir 10 till 20 procent större än honan.
Djurets päls är vit med svarta områden. Pandan har svarta ben och armar och svarta ringar runt ögonen samt svarta öron. Även svansspetsen är ibland svart. Svansen är med en längd av 10 till 15 centimeter den näst längsta hos någon art i familjen björnar; endast för läppbjörnen finns rapporter om individer med längre svans. Pälsen är väldigt tjock. Pandans färger smälter bra in i mosaiken av ljus och skugga i den naturliga miljön av bambusnår och lövtäckta grenar som arten lever i. Anledningen till pälsfärgen är dock inte helt utredd. Även om det kan tyckas att pandans färg är uppseendeväckande och lätt att lägga märke till är det inte så i det vilda där pandans färger fungerar som kamouflage. Utöver detta förklaras färgen med reglering av kroppstemperaturen eller som varningsmönster för fiender.
Pandans ramar är speciella. De har fem "tår", men handlovsbenet är förstorat, så att de nästan bildar en sjätte tå. Den fungerar som en tumme när pandan greppar sin mat. Pandans skallben och tänder har ett karaktäristiskt utseende för växtätare. Pandan har små framtänder och korta hörntänder. Kindtänderna är breda och malande. Av de främre kindtänderna (premolarer) återstår endast två, som liksom de andra kindtänderna (molarer) är breda. Totalt har björnen 42 tänder. Genom evolutionen har tandkaraktären hos pandan förlorat likheterna med övriga rovdjurs och påminner mer om människans eller svinets tänder.
Pandan är på många sätt anpassad till sin vegetariska diet, men tarmkanalen ser fortfarande ut som hos övriga rovdjur. Som anpassning till födan är även pandans matstrupe invändigt täckt med hornämne för att skydda mot bambuns vassa fibrer. Magsäcken har tjockare väggar och liknar på så sätt fåglarnas magsäck. Dessutom har djuret starka käkmuskler som sträcker sig från huvudets övre del till käken, varför huvudet har den karaktäristiska runda formen.

## Utbredning och habitat
Pandan lever idag i Kina, men har tidigare även förekommit i Myanmar och Vietnam. Utbredningsområdet kan ha sträckt sig mycket längre västerut, men har krympt på grund av människans påverkan av miljön. Populationen förekommer idag på en yta av 5 900 kvadratkilometer som ligger i de kinesiska provinserna Sichuan, Gansu och Shanxi, men utbredningsområdet är splittrat i flera delar. Pandans habitat utgörs av subtropiska bergssluttningar, raviner och dalar med mycket tät skog. Under sommaren lever jättepandor i regioner som ligger 2 700 till 4 000 meter över havet. Före vintern vandrar de till områden som ligger på cirka 800 meters höjd. Klimatet i utbredningsområdet är fuktigt och rikt på nederbörd. Somrarna är svala och vintrarna kalla. Den täta undervegetationen av bambu ger pandan både föda och skydd.

## Ekologi
Pandan lever ensam och träffar andra pandor endast under parningstiden. Djuret är känt för sin lekfullhet och de många rörelser det kan göra.
Större delen av tiden ägnar pandan åt att äta. Artens matsmältningssystem tyder på att den i ett tidigt stadium var köttätare, som har anpassats till att bli en foderspecialist och den äter nästan uteslutande bambuskott utan att vara cellulosanedbrytande i sin matsmältning. Pandan behöver äta över tio kilo bambu per dag (vanligtvis äts mellan 10 och 20 kilo). Att samla, äta och behandla så mycket bambu kan ta tolv timmar per dag. Annan föda består av andra växter, som gentianor, irisar och krokus, men även mer sällan maskar, fiskar, as eller andra mindre djur. Bambu har ett lågt näringsvärde, men har andra fördelar, exempelvis är näringsvärdet lika högt året om. Att förlita sig på en växt kan dock vara riskfyllt. Bambu blommar sällan, ungefär en gång per 15-120 år, men då den blommar dör den och nya bambuskott spirar först efter fem år. Eftersom alla bambuplantor i samma område blommar samtidigt, måste pandorna flytta då blomningen börjar, för att hitta ny föda.
Trots att pandan är tung klättrar den mycket bra i träd, och när den inte äter brukar den ligga och vila sig på en tjock trädgren uppe i ett träd. Pandan har god simförmåga och badar i sjöar och bäckar. Pandans naturliga fiender, förutom människan, är snöleoparder och förvildade hundar. Om pandan vädrar en vildhund brukar den klättra upp i ett träd och gömma sig. När den sitter still i ett träd är den mycket svår att upptäcka.
Pandan (både honan och hanen) markerar revir med urin och skrapade märken på träd. Studier har dock visat att hanen gör det oftare, utom under parningstiden, då honan gör det oftare. När pandan markerar sitt revir ställer den sig på framtassarna och gnider baken mot olika träd. Reviret är ungefär 4 till 6 kvadratkilometer stort. Honor har ett kärnområde av 30 till 40 hektar som försvaras mot artfränder av samma kön. Hannar är mera flexibla och deras revir överlappar ofta. De söker dock ingen kontakt med sina släktingar.
Jättepandan går inte i ide, trots att den bor i områden med kalla vintrar. Den reducerar dock sin aktivitet på vintrarna och vandrar till varmare regioner. Observationer av panda i fångenskap har visat att de är mest aktiva mellan tio på kvällen och två på morgonen, varför det kategoriseras som ett nattdjur.

### Fortplantning och livslängd

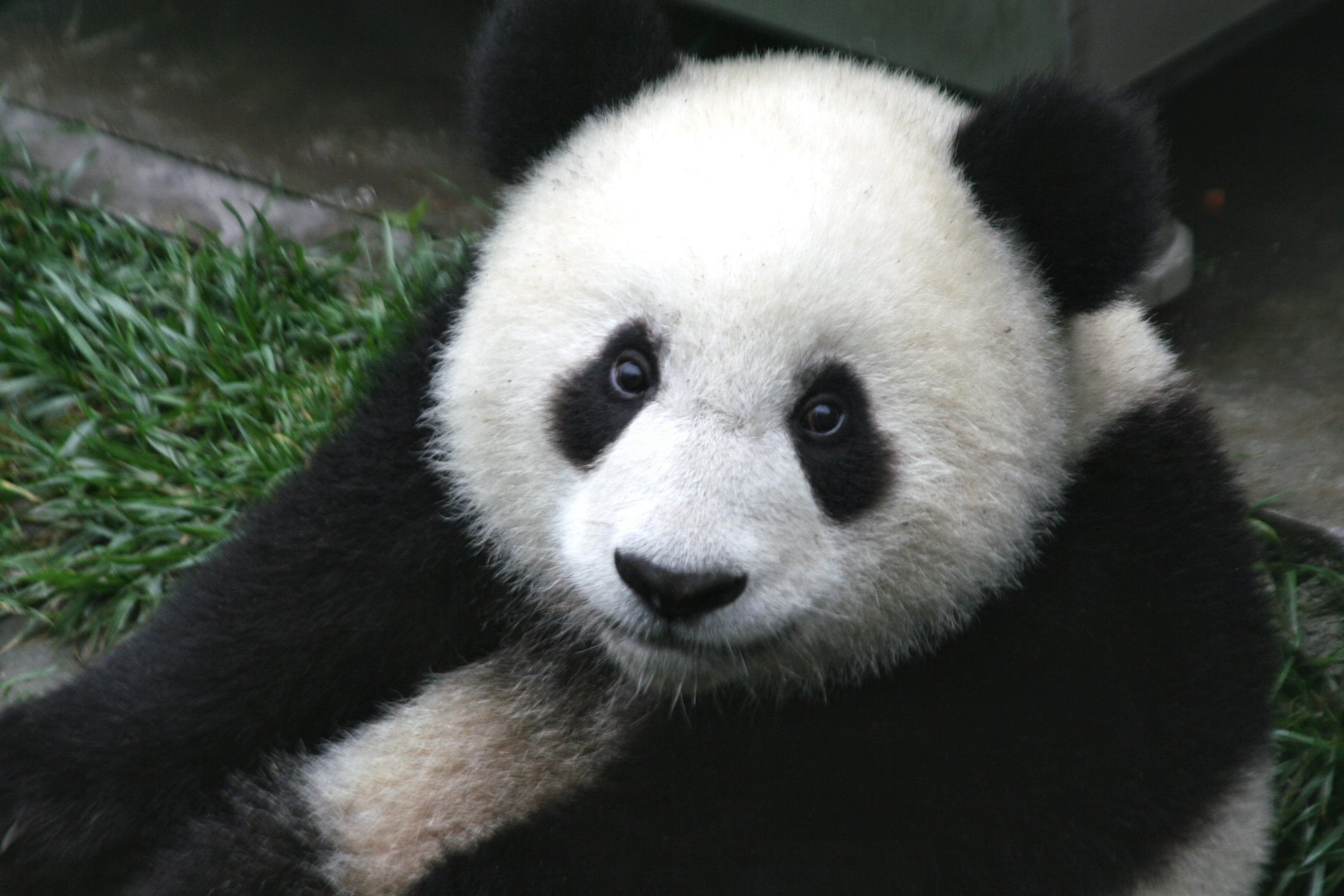
Sju månader gammal pandaunge i Wolong Nature Reserve i Sichuan, Kina.

Pandan får vanligtvis en unge vartannat till vart tredje år. I 50 % av fallen föder den två. Ungarna föds i håligheter såsom ihåliga träd. När det är tid för pandan att para sig, träffas de ensamlevande pandorna under en mycket kort tid eftersom pandahonan bara är mottaglig för befruktning ungefär en dag om året. Brunstperioden är cirka 2 veckor. Efter elva månaders dräktighet föds ungen. Om den får två ungar brukar den ena dö.
En nyfödd panda väger 100-150 gram och är endast tio centimeter lång. Den är blind, döv och har ingen päls. Vid tjugo dagars ålder väger ungen femhundra gram och den har börjat anlägga päls. När ungen är tre månader gammal har den lång päls och sover större delen av dagen. Vid sju månaders ålder är den full av energi och leklust. Den väger då vanligtvis mellan 15 och 20 kilogram och livnär sig huvudsakligen på bambu. Ungen följer sin mor i ungefär ett och ett halvt år. Honan blir könsmogen när den är tre år gammal och hanen när den är fyra år.
Medellivslängden i naturen är inte känd. Vissa källor uppger 20 år i det vilda och 25 i fångenskap. En individ som levde i San Diegos djurpark blev 34 år gammal En annan individ vid namn Jia Jia föddes i det vilda, i provinsen Sichuan i Kina 1978, och dog i oktober 2016 i Hongkong, 38 år gammal. Jia Jia bedöms vara den panda som levt längst i fångenskap.

## Systematik
Pandan kategoriserades först som halvbjörn inom familjen Procyonidae på grund av att den liksom kattbjörnen har egenskaper som kan härledas till både björnar och halvbjörnar. Den har också placerats tillsammans med kattbjörnen i en egen familj då de delar ett antal egenskaper som habitat, föda (bambu) och dess pseudotumme. Studier har visat att dessa likheter beror på konvergent evolution. Molekylärgenetiska studier har istället visat att pandan är närmast släkt med björnarna. Pandans utvecklingslinje separerades från resten av familjen björnar för cirka femton miljoner år sedan, men uppdelningen av björnar och halvbjörnar skedde för cirka 30 till 35 miljoner år sedan. Detta är ett av skälen till att det har varit svårt att placera pandan. Pandan är idag den enda arten som finns kvar på denna utvecklingslinje varför den ibland kallas för ett levande fossil.

## Jättepanda och människor

### Upptäcktshistoria
Den första personen från Västvärlden som fick kännedom om pandan var den franska missionären Armand David. Den 11 mars 1869 köpte han en päls från en kinesisk jägare. Den första västerländska forskare som med säkerhet observerade en levande panda var den tyske zoologen Hugo Weigold som 1916 såg ett ungdjur. Kermit och Theodore Roosevelt junior var under 1920-talet de första västerlänningar som sköt en panda under en expedition, finansierad av Field Museum of Natural History. 1936 blev den amerikanska modeskaparen Ruth Harkness den första personen som tog med en levande panda till ett västligt land. Ungdjuret fick namnet Su-Lin och levde sedan i Brookfield Zoo i Chicago.

### I kulturen
Pandan är symbol för Världsnaturfonden (WWF). Panda var en av fem maskotar för de olympiska sommarspelen 2008 i Peking. Den fiktiva pandan Po är huvudkaraktär i Kung Fu Panda.

### Hot och status

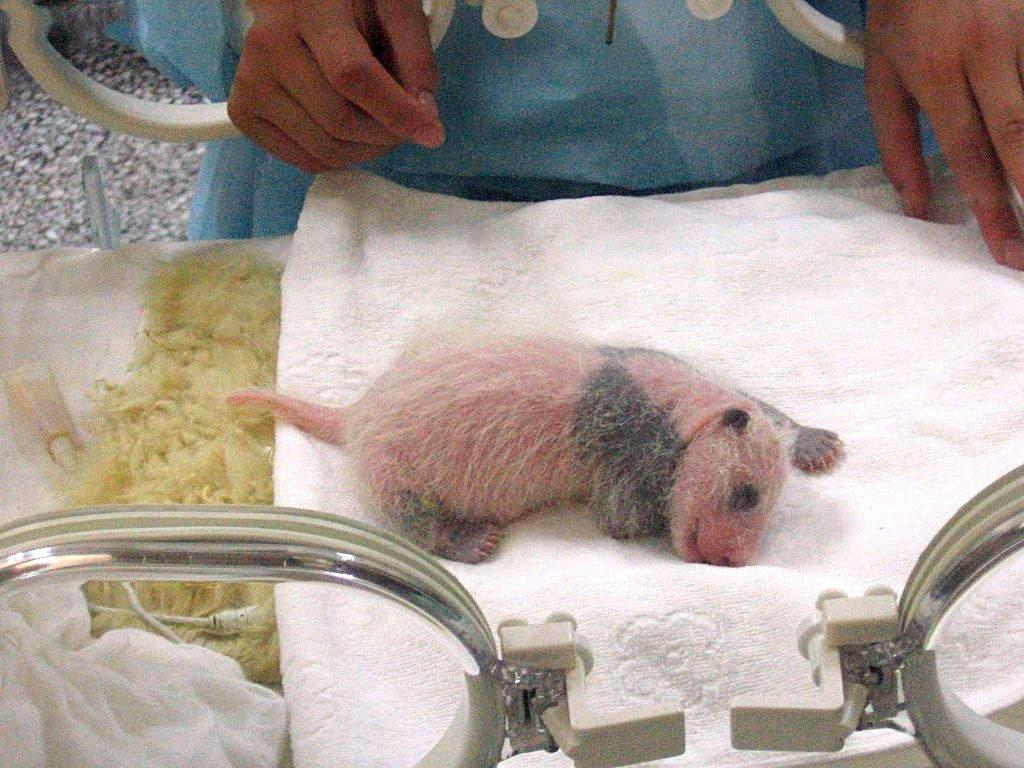
Ungdjuret på bilden är cirka en vecka gammalt. Bilden är tagen på avelscentret i Chengdu, Kina.

Pandan listas av IUCN som sårbar (Vulnerable). Idag finns enligt officiell statistik färre än 1 600 vilda pandor kvar som lever utspridda i sex olika områden. Dessutom hålls i Kina 239 individer i fångenskap och 27 individer lever i utländska anläggningar. Vissa forskare antar att vissa individer inte är upptäckta och enligt deras bedömning är populationen mellan 2 000 och 3 000 individer. I alla fall ökar beståndet långsamt. Pandor som lever isolerat parar sig sannolikt med en släkting, varför risken för ärftliga sjukdomar och liknande ökar drastiskt.
I motsats till flera andra djur betraktades pandans kroppsdelar inte som särskilt nyttiga inom traditionell kinesisk medicin. Tjuvjakt som tidigare var ett större problem reducerades påtagligt. Drastiska straff som i vissa fall inkluderade avrättningar verkade avskräckande och dessutom finns ingen marknad för pandapäls kvar.
Stora ansträngningar har gjorts för att rädda pandan, både i Kina och internationellt. Arten ges maximal skydd i Kinas naturskyddslag från 1988 och den är listad i appendix I hos CITES. Det betyder att internationell handel är totalförbjuden. En kinesisk bevarandeplan blev upprättad med hjälp av Världsnaturfonden och antagen 1992. Bambuplantornas blomning (se ekologi) kan vara ett problem för pandan när allt fler bambuskogar avverkas och björnen inte hittar områden där ingen blomning skedde. Efter den senaste blomningen 1980 hittade de vilda pandorna nya matkällor.
Att lyckas föda upp pandor i fångenskap var länge mycket ovanligt, men intensiv forskning vid Chengdu Panda Breeding Research Centre har gett resultat och centret har lyckats föda upp 168 ungar sedan 1987 och har numera en överlevnadsstatistik på 98 %.
Pandan verkar ha ljusa framtidsutsikter. Den skärpta övervakningen av handeln med utrotningshotade arter försämrar lönsamheten för tjuvskyttar. Pandorna bor för tillfället högt uppe i bergen på sluttningar som inte duger till jordbruk. Man planerar även att flytta hela byar så att pandan får mer plats att röra sig på. Man kan även bli pandafadder på WWF.
Några fall är kända där jättepandor har attackerat människor, men dessa förklaras snarare med att djuren var irriterade och inte med predation.

### Djurparker och avelsstationer

Bao Bao var den äldsta kända pandan, både i fångenskap och i frihet. Han dog den 22 augusti 2012, 34 år gammal.

Enligt en artikel i The New York Times kostar hållning av jättepanda fem gånger mer än det näst dyraste djuret, elefanten. Största delen av kostnaderna utgörs av avgiften till Kina för att låna en panda. Pandan kan ses i följande djurparker eller avelsstationer:

#### Europa (urval)
- Berlins zoo (Tyskland), hade den äldsta levande individen i fångenskap. Hannen Bao Bao levde 25 år i Berlin. Han dog den 22 augusti 2012. Alla avelsförsök med tillfälligt införda honor misslyckades.[26] Sedan juni 2017 har Berlin åter ett par jättepandor. De fick tvillingar 2019 och två nya tvillingar i augusti 2024.[27]
- Madrid Zoo Aquarium (Spanien), har en hanne och en hona. De fick en unge 1982 och tvillingar 2010.[28]
- Tiergarten Schönbrunn (Wien, Österrike), har en hanne och en hona som 23 augusti 2007 födde det första europeiska ungdjuret (en hanne) efter 25 år.[29]
- Edinburghs zoo (Skottland), som har förhandlat med Wolong Nature Preserve har 2011 mottagit två individer på lån.[30]
- I djurparken i Saint-Aignan (ZooParc de Beauval) i Frankrike lever sedan 2012 en hanne och en hona.[31]
- Den belgiska zoologiska och botaniska trädgården Pairi Daiza i Cambron-Casteau har en hona och en hanne.[32]
- Ouwehand Zoo (Ouwehands Dierenpark) i Rhenen, Nederländerna har sedan april 2017 en hane, Xing Ya och en hona, Wu Wen.
- Ähtäri djurpark, Finland
- Köpenhamns zoo, Danmark har sedan våren 2019 en hane och hona.

#### Nordamerika
- Chapultepec Zoo, Mexico City (Mexiko), har tre pandor.[33]
- San Diegos zoo, (USA), har en hanne och tre honor.[34]
- National Zoo, Washington, D.C., (USA), har en hona och en hanne som fick en unge i augusti 2013.[35]
- Atlantas zoo, Georgia, (USA), har två vuxna honor och en hanne samt ett ungdjur av hankön född 30 augusti 2008.[36]
- Memphis zoo, Tennessee, (USA), har sedan 2003 en hanne och en hona.[37]
- Toronto zoo i Kanada har sedan 2011 ett par jättepandor på låns från Kina.[38]

#### Asien (urval)
- Adventure World, Shirahama, Wakayama prefektur, (Japan), har fyra hannar och två honor samt nyfödda tvillingar.[39]
- Chengdu Panda Base, Chengdu, (Kina), med flera individer.[40]
- Avelscentret i Wolongs naturreservat i Wenchuan, (Kina), har flera individer.[40]
- Djurparken i Chiang Mai, (Thailand), har en hanne och en hona. De födde en unge (hona) i maj 2009.[41]
- Ocean Park Hongkong, har två hannar och två honor.
- Oji Zoo, Kobe, (Japan), har en hanne och en hona.[42]
- Peking Zoo, Peking, (Kina).[43]
- Nanjing Hongshan Forest Zoo, Nanjing, (Kina), hade en hanne och två honor fram till 2012.[44] (oklart om de fick nya)
- Taipei Zoo Taipei, Taiwan, Har två pandor, vars namn tillsammans betyder "reunified", vilket väckte upprörda känslor, i och med konflikten mellan länderna (Taiwan behövde inte betala någon årlig avgift eftersom Kina anser att Taiwan är en kinesisk provins)[45]
- Changsha Zoo, Changsha, Kina. Har minst två individer. Den första ankom 2008.[46]
- River Safari, Singapore. Hade två pandor under 1990-talet, en hane och en hona.[47] De fick nya pandor 2012.[48]
- Macau Giant Panda Pavilion har ett par.[49]
- Zoo Negara i Kuala Lumpur, Malaysia har sedan några år två pandor

#### Australien
- Adelaide zoo fick en hanne och en hona den 28 november 2009.[50]

### "Pandadiplomati”
Redan under Tangdynastin skänkte kejsaren Wu Zetian (625–705) två pandor och en pandapäls till Japan för att visa sina goda avsikter.
Folkrepubliken Kina återupptog denna diplomatiska tradition under 1950-talet. Från 1958 till 1982 donerade Kina 23 pandor till nio olika länder som USA, Japan och Västtyskland.. Dessa diplomatiska metod mellan den socialistiska republiken och andra länder fick snart beteckningen "pandadiplomati".
En individ skänktes 1972 av Mao Zedong till den amerikanska presidenten Richard Nixon. Efter 1984 är pandorna inte längre gåvor utan bara utlån på en period av tio år. Inte alla stater tog emot dessa presenter. Till exempel avslog Taiwan år 2006 först ett erbjudande för att bekräfta sin position i dispyten om ett enat Kina. Gåvan togs dock emot senare.